# Buse Tosun
Buse Tosun Çavuşoğlu, née le 5 décembre 1995 à Izmir, est une lutteuse turque.

## Palmarès

### Championnats du monde
- Médaille de bronze en catégorie des moins de 72 kg en 2021 à Oslo
- Médaille de bronze en catégorie des moins de 72 kg en 2018 à Budapest

### Championnats d'Europe
- Médaille d'argent dans la catégorie des moins de 72 kg en 2023 à Zagreb[1]
- Médaille d'argent dans la catégorie des moins de 72 kg en 2022 à Budapest
- Médaille de bronze dans la catégorie des moins de 68 kg en 2018 à Kaspiisk
- Médaille de bronze dans la catégorie des moins de 69 kg en 2016 à Riga

### Jeux méditerranéens
- Médaille d'or dans la catégorie des moins de 68 kg en 2018 à Tarragone
- Médaille d'argent dans la catégorie des moins de 68 kg en 2022 à Oran

### Jeux de la solidarité islamique
- Médaille d'or dans la catégorie des moins de 72 kg en 2022 à Konya
- Médaille de bronze dans la catégorie des moins de 69 kg en 2017 à Bakou